# جورج موری لویک
جورج موری لویک (انگلیسی: George Murray Levick; ۳ ژوئیهٔ ۱۸۷۶ – ۳۰ مهٔ ۱۹۵۶) گردشگر، و جراح اهل بریتانیا بود. وی همچنین برندهٔ جوایزی همچون مدال قطبی شده‌است.